# Wilhelm-Busch-Preis
Der Wilhelm-Busch-Preis wird an Autoren im deutschsprachigen Raum verliehen, „die sich in ihrer satirischen Erzähl- und Zeichenkunst der künstlerischen Qualität und der Tradition Wilhelm Buschs verpflichtet fühlen“. Stifter sind die Schaumburger Landschaft, die Schaumburger Nachrichten und die Sparkasse Schaumburg. Der Preis wurde zunächst nur an komische Lyriker verliehen, seit 2006 geht er an Dichter, Comicautoren und Cartoonisten, die im weitesten Sinn in der Tradition des Namensgebers stehen. Seit 2013 wird der Hauptpreis um den Hans-Huckebein-Preis (benannt nach einer Bildergeschichte Buschs) für satirische und humoristische Versdichtung ergänzt, um den Autoren sich auch selbst bewerben können. Der Wilhelm-Busch-Preis ist mit 10.000 Euro dotiert, der Huckebein-Preis mit insgesamt 2.500 Euro. Seit 2011 werden die Preise (nur noch) alle zwei Jahre verliehen.

## Preisträger
- 1987 Walter Hanel[2]
- 1997 Alfred Paul Schubert, Friedhelm Kändler, Günter Nehm
- 1998 Herman Leibbrand, Karsten Kretschmann, Fritz-Hans Rückel
- 1999 Jürgen Lux, Gisela Walitzek-Platten, Inge Methfessel
- 2000 Jörg Borgerding, Klaus Schafmeister, Josef Kuhn
- 2001 Ody (Gregor Köhne), Manfred Brinkmann, Jürgen Lux
- 2002 Christian Maintz, Ody (Gregor Köhne), Maik Altenburg
- 2003 Bettina Hoffmann-Günster, Ody (Gregor Köhne), Jörg-Martin Willnauer
- 2004 Alex Dreppec, Bernd Penners, Peter Düker
- 2005 Rune Becker, Christian Maintz, Peter Düker
- 2006 Robert Gernhardt
  - Förderpreis: Dirk Nachtigall, Helmut Opitz[3]
- 2007 Vicco von Bülow (Loriot)
  - Sonderpreis: Lena Krochmann
  - Förderpreis: Gerhard Seyfried, Bruno Wendt
- 2008 F. W. Bernstein
  - Sonderpreis: Christian Maintz, Christian Mahnke
- 2011 Ernst Kahl
- 2013 Franziska Becker
  - Hans-Huckebein-Preis: Volker Henning, Dieter Brandl (je 1. Preis)
- 2015 Hans Traxler
  - Hans-Huckebein-Preis: Roland Kielmann (1. Preis), Volker Henning, Reiner Koch, Arno Meiser (je 2. Preis)
- 2017 Ralf König
  - Hans-Huckebein-Preis: Dieter Brandl (1. Preis), Werner Schwuchow (2. Preis)
- 2019 Isabel Kreitz
  - Hans-Huckebein-Preis: Volker Henning (1. Preis), Dieter Brandl (2. Preis)
- 2021 Mawil
  - Hans-Huckebein-Preis: Juliane Kaelberlah

- 2024 Hilke Raddatz[4]

## Jurymitglieder des Hauptpreises
- Eva Jandl-Jörg, Direktorin des Wilhelm-Busch-Museums in Hannover
- Martin Jurgeit, Comic-Journalist
- Dietrich Grünewald, Professor der Kunstdidaktik und Vorsitzender der Gesellschaft für Comicforschung
- Tillmann Prüfer, stellvertretender Chefredakteur des ZEITmagazins.